# کارکس بوشی
کارکس بوشی (نام علمی: Carex bushii) نام یک گونه از سرده جگن است.